# Розенбом
56°09′25″ пн. ш. 15°35′28″ сх. д. / 56.15694° пн. ш. 15.59111° сх. д.
Старий Розенбом (швед. Gubben Rosenbom) — ростова дерев'яна скульптура середини XVIII століття в шведському місті Карлскруна. Здобула широку популярність завдяки згадці у повісті Сельми Лагерлеф «Чудесна мандрівка Нільса Гольгерсона з дикими гусьми».

## Історія та опис
Скульптура створена ящиком для збору милостинь при Адміралтейській церкві міста. Щілина для монет знаходиться під капелюхом, який необхідно підняти.
Фігура тримає в одній руці плакат, на якому дещо старомодною шведською мовою написано:

Перехожий, стій, зупинись!

На слабкий голос мій прийди!

Мій ти капелюх підніми,

Монетку в щілинку опусти!

Блаженний, хто думає про бідного. (Пс. 40:2)
Оригінальний текст (швед.)
Ödmjukast jag Er ber

Fast rösten är nog matt

Kom lägg en penning ner

Men lyften uppå min hatt

Säll är den som låter sig

Wårda om de fattige (Kon. Dav. 41:2)
— з перекладу Л. Ю. Брауде
У 1956 році оригінал був перенесений для збереження в одне із приміщень церкви, а на його місце встановили копію.
У мультфільмі «Зачарований хлопчик» за мотивами книги церква замінена на таверну, а скульптура без таблички стоїть «для краси».